# Mauprévoir
Mauprévoir é uma comuna francesa na região administrativa da Nova Aquitânia, no departamento de Vienne. Estende-se por uma área de 48,59 km². Em 2010 a comuna tinha 605 habitantes (densidade: 12,5 hab./km²).